# 試供品
試供品（しきょうひん）は商品の試用のために無料で提供される物品・サービスである。消費者の商品理解・販売促進を目的とする場合が多い。「お試し」ないし「サンプル」とも称される。

## 概要
これらは、企業が提供する商品の良し悪しを消費者に知ってもらい、その製品を利用してもらうようにするための宣伝活動の一種である。提供される物品は一般的に商品そのものではあるが、大抵は数回で使い切ってしまう小容量のパッケージとなっており、消費者はその使用感や効能などが自分のニーズに合うかどうかを試すことが出来るようになっている。
提供される商品は日常的に使用する消耗品が主体であり、これらは後述するように様々な流通ルートを経由して消費者に届けられる。場合によっては消費者から使用感などをアンケートなどで情報を得るモニター用に配付される場合もあるが、試供品自体は消費者が実際に使用してその感想を持たせることが目的であり、必ずしもモニターによる情報収集は意図しない。
企業としては、試供品を利用してもらって所定商品の愛用者が増えるのを期待しているのであり、また新商品発売前に試供品を大量配布して、口コミで商品宣伝をしてもらう効果も期待される。

## 配布方法

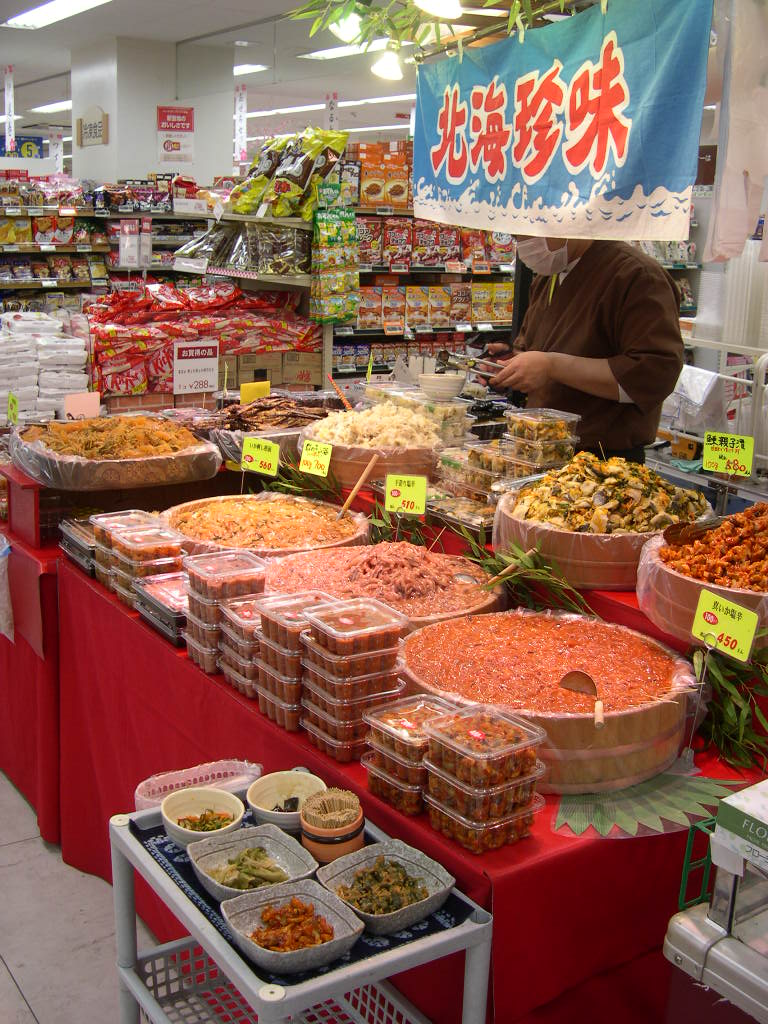
物産展（手前のワゴンに爪楊枝と試食品）

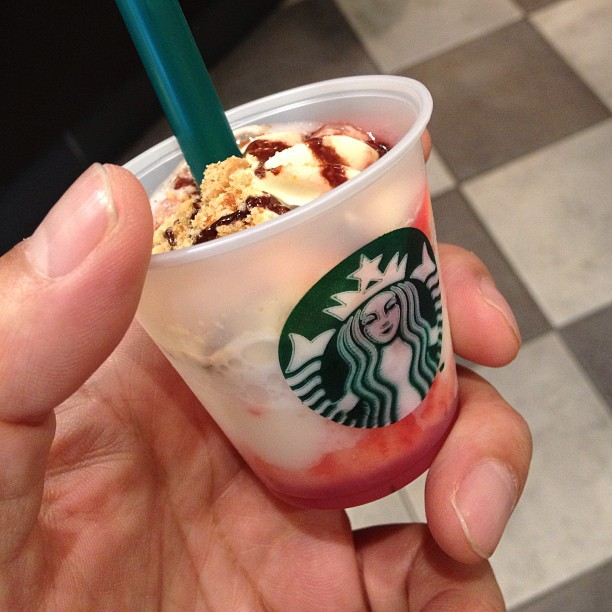
スターバックスの試供品の例

基本的な配布方法は、街頭ないし店頭での配布（サンプリング）や、所定のコミュニティに一定数提供してその内部で手渡しにより広めてもらったり、あるいは販売している関連ジャンルの既存商品に首掛け景品のような形で添付するなどがある。
また、何らかの景品などの形で利用される場合もあり、店舗や施設への来場者へのプレゼントの形で配付される場合もあるなど、要は個々の消費者の手にさえ渡ればその流通ルートは問われない。商店で買物をした際に、レジでサービスと称して手渡されたり袋に一緒に入れられたりする他、場合によってはザルに山と積まれ、持ち帰り自由ということもある。

### 配布の問題
既存製品に試供品の入ったパックを添付して商品を販売している場合に、試供品のパックだけを抜き取る者もいる。しかしこの場合の試供品パックは、商品に添付された景品（商品付加価値の一部）であるため、これを抜き取る行為は商品の一部を勝手に持ち去る行為（万引き）にも位置付けられ、犯罪となりうる。
また、公共の場で試供品だけを山と積んで任意に持ち去るのを許している場合、基本的には自由に持ち去って構わないが、これだけを大量に持ち去る者もいないではない。これは特に犯罪という訳ではなく、受け取る側の道徳ないし羞恥心上の問題である。ただし、試供品を提供した側である企業としては、宣伝という目的が果たせず、試供品が宣伝費を使って配付・提供されることから費用対効果の面で芳しくない。このため試供品提供企業側が配付方法を指定する傾向も見られる。

### 種類
食品（試食）、ソフトウェア/電子ゲーム（体験版）、美容（メックアップサービス）、スポーツ（無料体験）など様々な分野で試供品は提供されている。
例として小さな袋に入った化粧品・シャンプーなどがある。また、洗剤を購入すればスポンジ、化粧品を購入すれば保水液など、現品を購入する際に便利なグッズが付いてくることもある。単品で配付される場合には、菓子やたばこのような嗜好性のある物品などもある。
デパ地下の試食コーナーはその場で消費される食品の試供品である。この形態は「試食販売」と呼ばれ、日本でスーパーマーケットやデパ地下で行われる試食販売でセールスを行っている販売員は業界用語でマネキンと呼ばれる、食品会社などと派遣会社の契約の形を取っている人材派遣業の一形態である。
昨今は食物アレルギーの問題から、子どもが試食品を受け取るときは保護者の了解が必要である。試食販売は通例、一口程度の食品を提供、その場で食べてもらい気に入ったら商品を買ってもらうというものである。特に大量生産の加工食品などでは、試しにと買ってもらった食品を家で食べてもらい、継続的に消費するリピーター的な顧客になってもらうことも目的ともなっている。このため、家族連れの買い物客では本来の顧客ではないが、好物である場合に買い物の内容に対して一定の発言権を持つ子供にまず商品を勧め、子供が喜んで食べることでその親の購買意欲をかきたてる例も見られる。